# Saint-Pierre-de-Cormeilles
Saint-Pierre-de-Cormeilles je francouzská obec v departementu Eure v regionu Normandie. V roce 2010 zde žilo 619 obyvatel.

## Vývoj počtu obyvatel
Počet obyvatel 